# Ciriaco Álvarez

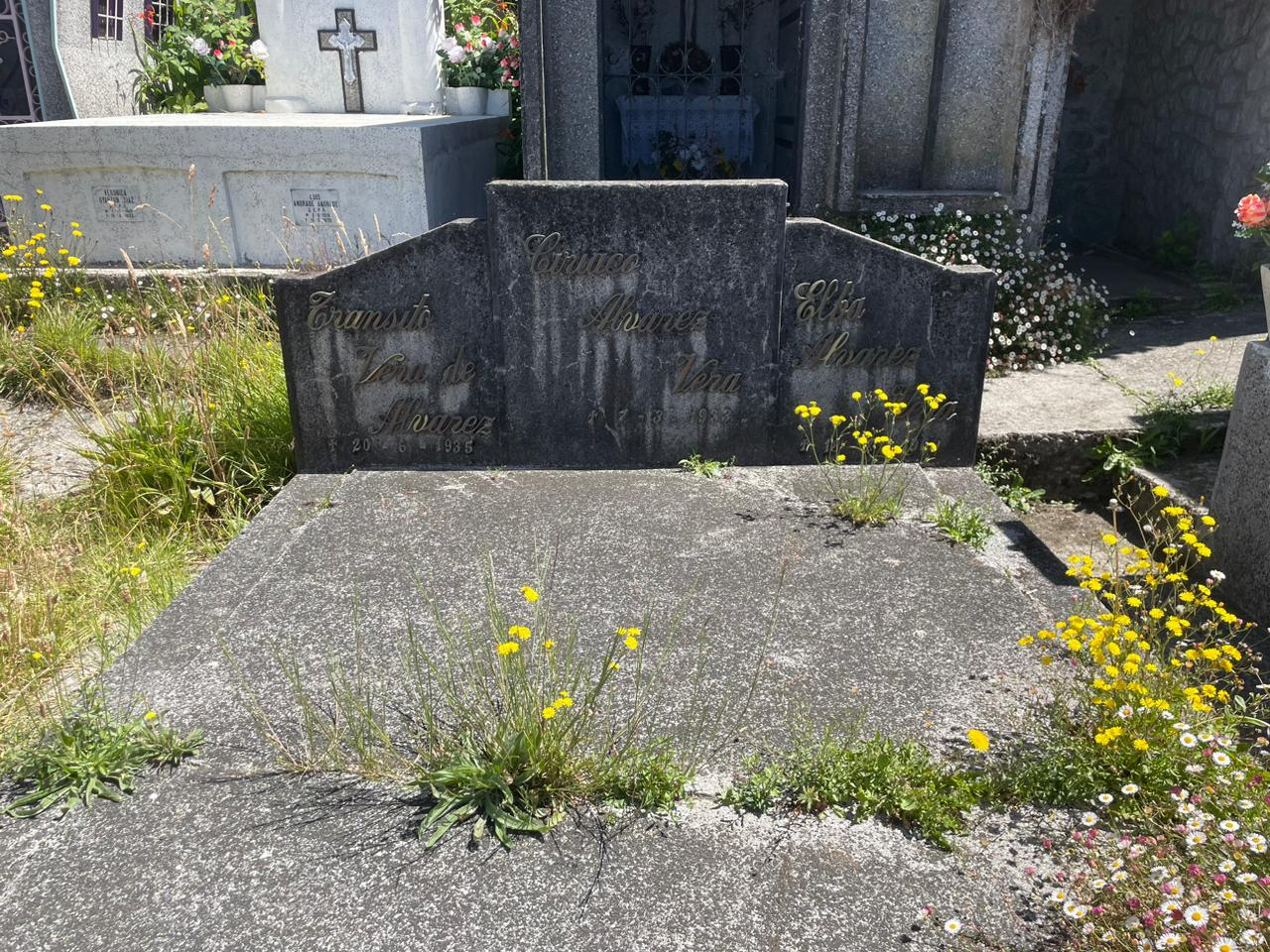
Sepultura de Ciriaco Álvarez en Cementerio de Chonchi.

Ciriaco Álvarez Vera (Teupa, Chonchi, 24 de abril de 1873 -17 de marzo de 1933) fue un empresario maderero originario de la ciudad de Chonchi, Archipiélago de Chiloé. Producto del éxito de sus negocios recibió el apodo del "Rey del Ciprés".

## Biografía

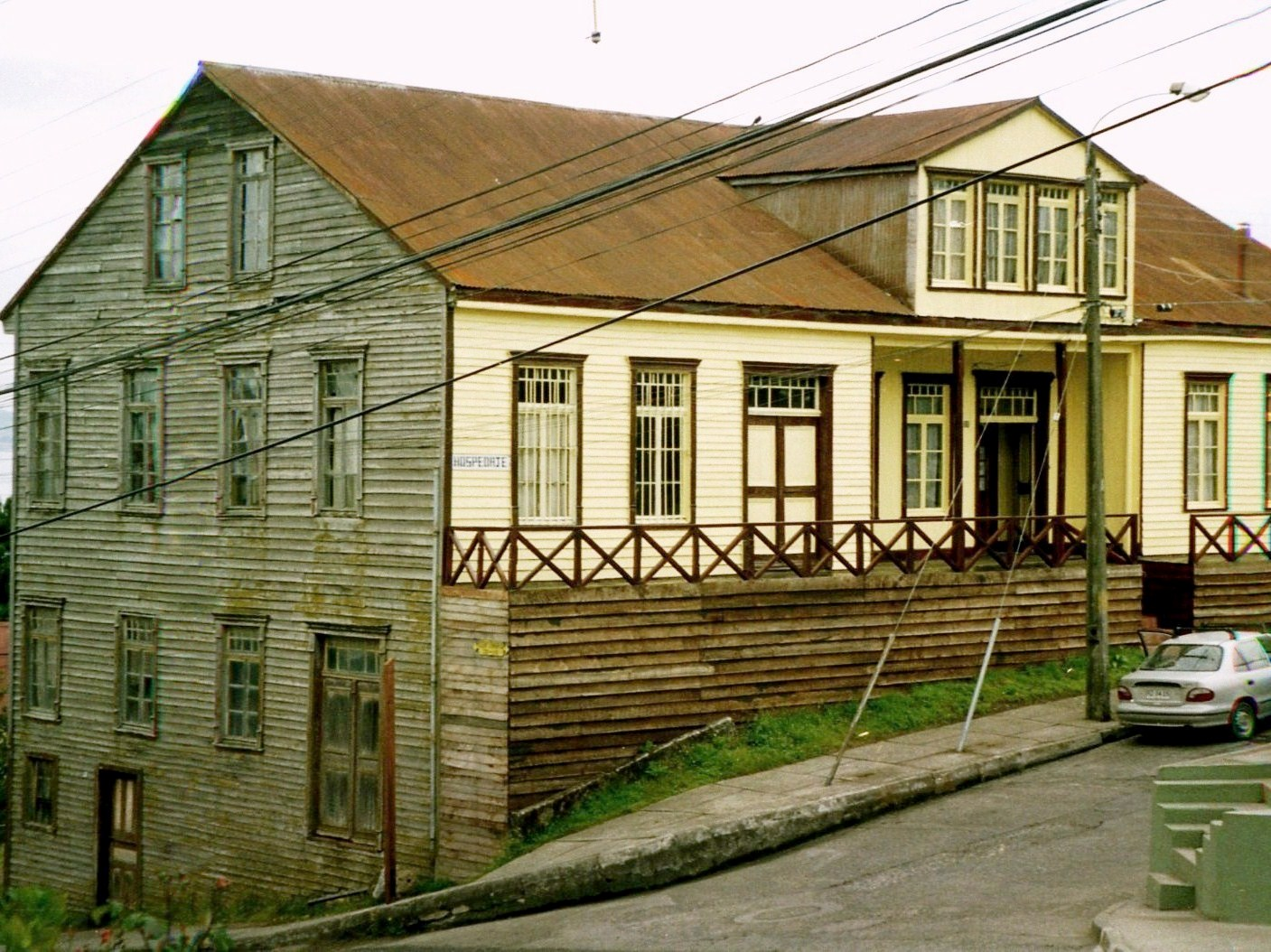
La casa que perteneciera a la familia de Ciriaco Álvarez, en la calle Centenario de Chonchi.

Nace en el sector de Teupa, comuna de Chonchi en 1873, siendo hijo de Nicolás Álvarez y Micaela Vera. En 1901 contrae matrimonio con Tránsito Vera Cárcamo, con quien tuvo descendencia.
A finales del siglo XIX se establece cerca de Puerto Chacabuco, en actual comuna de Puerto Aysén, en un sector denominado por el mismo como Río Álvarez. En ese lugar establece bodegas de almacenaje de madera de ciprés, así como casas y un almacén para trabajadores. Su principal mercado se encontraba en la venta de postes de ciprés a las viñas de la zona central y del Perú, aunque también incursionó en el comercio de productos del mar y cueros. Por su éxito comercial en la tala del ciprés de las Guaitecas llegó a ser denominado "rey del ciprés", manteniéndose en dicha actividad hasta la década de 1920. En su máximo apogeo, llegó a contar con una flota de ocho barcos, incluyendo uno de 900 toneladas, además de lanchas y lanchones.
La actividad económica generada por las empresas de Ciriaco Álvarez contribuyó a conectar económicamente los archipiélagos de Chiloé, Guaitecas y Chonos, dependencias que hasta entonces se encontraban administrativamente unidas en torno a la antigua Provincia de Chiloé, pero que en la práctica se encontraban débilmente conectadas. Junto a su fama de rey del ciprés, con el tiempo se le comenzó a considerar como el primer colono de Puerto Aysén.
De acuerdo a un artículo del poeta regional Francisco Barrientos, citado a su vez por Francisco Cavada, en su último encuentro con Álvarez pocos meses antes de su muerte, el empresario tenía "mucho de rey, y con algo de mendigo. Allí estaba, frente a mi, con su habitual modestia en el vestir, el Rey del cual oía hablar tanto cuando niño. Un poncho grueso y un traje y jockey de hilado regional; unas ojotas de cuero de vacuno eran sus vestiduras de monarca".
Fallece en 17 de marzo de 1933, ya retirado de la actividad económica.